# Narodowy syndykalizm
Narodowy syndykalizm – ideologia społeczno-polityczna powstała w latach 30. XX wieku, głosi hasła sprawiedliwości społecznej i rewolucji narodowej, która ma doprowadzić do stworzenia silnego państwa narodowego.

## Doktryna
Narodowy syndykalizm odrzuca zarówno kapitalizm, jak i komunizm. W sferze gospodarczo-społecznej dążył do oparcia państwa na pracowniczych organizacjach samorządowych – syndykatach, oraz wprowadzenia samorządności robotniczej w fabrykach i zakładach przemysłowych. Jednak to, co go wyróżniało od anarchizującego syndykalizmu, to głoszenie potrzeby istnienia silnego państwa, poszanowanie tradycyjnych wartości oraz nacjonalizm. Do czołowych ideologów narodowego syndykalizmu należeli m.in. Josè Antonio Primo de Rivera i Ramiro Ledesma Ramos.

## Historia
Powstanie i rozwój narodowego syndykalizmu był związany z narastającym kryzysem politycznym i ekonomicznym związanym z rządami Frontu Ludowego w Hiszpanii lat 30. Podczas hiszpańskiej wojny domowej narodowo-syndykalistyczna partia – Falanga poparła powstanie gen. Franco i udzieliła mu politycznego i militarnego poparcia. Dzięki temu pewne założenia narodowego syndykalizmu były realizowane we frankistowskiej Hiszpanii zwłaszcza w latach 40.
Idee narodowo-syndykalistyczne najwięcej sympatyków miały wśród robotników, drobnomieszczaństwa oraz młodzieży. Ruch ten oprócz Hiszpanii istniał jeszcze w mniejszym stopniu we Francji i Portugalii, gdzie działał Ruch Narodowych Syndykalistów.
W Polsce idee narodowo-syndykalistyczne oddziaływały na działaczy RNR Falanga. W okresie II wojny światowej istniał natomiast konspiracyjny Polski Obóz Narodowo-Syndykalistyczny.